# TJX Companies
The TJX Companies, Inc. (TJX) er en amerikansk multinational off-price stormagasin-koncern. Den blev etableret som et datterselskab til Zayre Corp. i 1987 og blev en selvstændig virksomhed i forbindelse med en omstrukturering i 1989.
TJX driver følgende butikskæder: TJ Maxx (i USA) og TK Maxx (i Australien og Europa), Marshalls, HomeGoods, HomeSense, Sierra i USA, og HomeSense, Marshalls, Winners i Canada. Der er over 4.557 discountbutikker fordelt på 9 lande.